# Hames-Boucres
Hames-Boucres é uma comuna francesa na região administrativa de Altos da França, no departamento de Pas-de-Calais. Estende-se por uma área de 12,82 km². Em 2010 a comuna tinha 1 481 habitantes (densidade: 115,5 hab./km²).